# 風賢央厳太
風賢央 厳太（かぜけんおう げんた、1999年6月4日 - ）は、愛媛県西予市出身で、押尾川部屋所属の現役大相撲力士。本名は住木 厳太（すみき げんた）。身長182.5cm、体重149.3kg。最高位は東十両8枚目（2025年7月場所）。 いわゆる「花のイチイチ組」の1人。血液型はB型。

## 来歴
幼少期はサッカー、空手、柔道と複数のスポーツを習っており、相撲は松山市立福音小学校5年時から春日館相撲道場で始めた。中学校からは親元を離れて寮生活を始め、西予市立野村中学校に進学。父親はこの頃に転職し、母親は寮の近くに移住するなど、西予市に暮らした時期は家族からのサポートも受けていた。中学校卒業後は愛媛県立野村高等学校畜産科に進学し、3年時に国体個人準優勝の実績を残した。高校卒業後は中央大学法学部法律学科に進学し、2年時に宇和島大会団体優勝と全日本選手権ベスト16、主将を務めた4年時には全国学生選抜大会個人ベスト16の実績を残した。
大学卒業後は、大学4年時に中央大学OBの22代押尾川（元関脇・豪風）から勧誘を受けていたため大相撲の押尾川部屋に入門し、2022年3月場所で初土俵を踏んだ。押尾川部屋にとっては、2022年2月7日付の部屋創設以来初めての新弟子入門となった。初めて番付に名前の載った5月場所は、13日目の7番相撲で星違いの山藤に敗れて6勝1敗となったが、4人が出場した優勝決定戦（トーナメント方式）で丹治と山藤に勝利して序ノ口優勝を果たした。翌7月場所からは4場所連続で6勝1敗。
2024年3月場所は西幕下13枚目の地位で土俵に上がり、7戦全勝で幕下優勝を果たした。場所後の3月27日に行われた番付編成会議で、翌5月場所での新十両昇進が決定。2022年2月創設の押尾川部屋からは初めての新十両力士となった。愛媛県出身の新十両は玉春日以来29年ぶり。
新十両の5月場所は十両最下位の西十両14枚目で迎え、初日に同じく新十両の栃大海に敗れたものの、2日目に再十両で同時昇進した千代丸に勝利し十両初白星を挙げると、5日目の阿武剋戦まで4連勝したが、6日目から4連敗、10日目から抜け抜けで7勝7敗で迎えた千秋楽、西幕下2枚目で新十両を狙う生田目との勝負に敗れ7勝8敗の負け越し、翌7月場所では幕下に陥落した。同場所は初日から2連勝したものの怪我で途中休場、再出場したものの2勝4敗1休に終わる。9月、11月といずれも5勝2敗で、西幕下筆頭で迎えた2025年1月場所で4勝3敗と勝ち越し、同月29日の番付編成会議で、翌3月場所での再十両昇進が決定した。

## 人物
- 出生地は広島県広島市安佐北区亀山で、そこで2歳まで過ごした。父の転勤で各地を転々とし、小学校3年時に愛媛県へ引っ越した。相撲を始めた愛媛県を出身地として日本相撲協会に登録している[9][2]。
- 「風賢央」という四股名は、風が師匠・22代押尾川の現役時代の四股名（豪風）、賢が野村高校時代の恩師の名、央が母校・中央大学に由来する[10]。
- 十両昇進に際して愛媛県相撲連盟から西予市のイメージキャラクター「せい坊」が描かれた化粧廻しを贈呈されている[11]。
- NHKの取材によると好物は洋食。マカロニグラタンや小エビのライスグラタンも好きだが、特に地元の洋食屋で提供される、「タンポポライス」というビーフシチューが掛かったオムライスが好き[12]。

## 主な成績
2025年7月場所終了現在

### 通算成績
- 通算成績：104勝67敗1休（21場所）

### 各段優勝
- 幕下優勝：1回（2024年3月場所）
- 序ノ口優勝：1回（2022年5月場所）

### 場所別成績
| | 一月場所 初場所（東京） | 三月場所 春場所（大阪） | 五月場所 夏場所（東京） | 七月場所 名古屋場所（愛知） | 九月場所 秋場所（東京） | 十一月場所 九州場所（福岡） |
| --- | ----------------------- | ----------------------- | ----------------------- | --------------------------- | ----------------------- | --------------------------- |
| 2022年 （令和4年） | x                       | （前相撲）              | 東序ノ口22枚目 優勝 6–1 | 東序二段49枚目 6–1          | 東三段目74枚目 6–1      | 西三段目18枚目 6–1          |
| 2023年 （令和5年） | 西幕下40枚目 6–1        | 西幕下16枚目 4–3        | 西幕下13枚目 5–2        | 東幕下6枚目 3–4             | 西幕下10枚目 3–4        | 西幕下14枚目 2–5            |
| 2024年 （令和6年） | 東幕下26枚目 5–2        | 西幕下13枚目 優勝 7–0   | 西十両14枚目 7–8        | 東幕下筆頭 2–4–1            | 東幕下14枚目 5–2        | 東幕下6枚目 5–2             |
| 2025年 （令和7年） | 西幕下筆頭 4–3          | 西十両13枚目 8–7        | 東十両11枚目 9–6        | 東十両8枚目 5–10            | x                       | x                           |
| 各欄の数字は、「勝ち-負け-休場」を示す。 優勝 引退 休場 十両 幕下 三賞：敢=敢闘賞、殊=殊勲賞、技=技能賞 その他：★=金星 番付階級：幕内 - 十両 - 幕下 - 三段目 - 序二段 - 序ノ口 幕内序列：横綱 - 大関 - 関脇 - 小結 - 前頭（「#数字」は各位内の序列） |                         |                         |                         |                             |                         |                             |

## 改名歴
- 風賢央 厳太（かぜけんおう げんた）2022年3月場所 -